# Sciences biomédicales
Les sciences biomédicales correspondent à un champ d’étude étendu des sciences de la vie ayant pour but l'application directe des connaissances des lois de la vie en médecine.
Elles ont pour objectifs l’étude des organismes vivants et les réponses que ceux-ci manifestent à des traumatismes ou à des états pathologiques divers (inflammation chronique, infection virale, etc.). Elles contribuent ainsi à la mise en place de nouvelles thérapeutiques par l’étude des origines de ces processus pathologiques ainsi que par l'étude des réponses des organismes visant à rétablir l’homéostasie.
L’apport des sciences biomédicales à la médecine vient aider et complémenter celui des sciences pharmaceutiques.
Les sciences bio-médicales ne doivent pas être confondues avec la biologie médicale ou, plus largement, avec la pathologie qui consiste en la supervision et en l'interprétation des résultats par un laboratoire de biologie médicale.

## Historique

### Généralités
À la différence de la médecine ou de la pharmacie, l’histoire ancienne des sciences biomédicales (ou biologie biomédicale) est étroitement liée à celle des deux sciences citées ci-dessus. Elle ne peut en être étudiée de façon distincte. Et le peu de connaissances des processus régissant la vie, au niveau moléculaire, jusqu'à la deuxième partie du XXe siècle rend cette étude inutile.
La découverte de la structure de l’ADN par Watson et Crick, des enzymes de restriction, et de technologies sensibles permettant d’étudier le vivant à un niveau moléculaire : Créer le début de l’histoire des sciences biomédicales, au sens moderne du terme.

### Époque grecque classique
La découverte par les médecins grecs que le foie a la capacité de se régénérer, en partie, est attestée dans le mythe de Prométhée. Pour beaucoup d’épistémologistes s’intéressant aux sciences biomédicales, la prise de conscience par les Grecs de la capacité d’un organe, ou d’une partie d’un organisme à se régénérer est le point de départ de ces sciences. Il s’agit plus d’un point de référence symbolique que réellement historique.

### Époque contemporaine et la Biologie moléculaire
La découverte de la structure de l’ADN par Rosalind Franklin et surtout la découverte des enzymes de restriction ouvrent un nouvel horizon. Avant, la thérapeutique était exclusivement la conséquence d’une étude pharmaceutique classique. Dès la prise de conscience par les médicaux que l’on pouvait manipuler les gènes et donc manipuler la vie, on en est venu à la conclusion que les états pathologiques que la chimie pharmaceutique ne pouvait traiter, pourraient l’être par les découvertes apportées par les nouveaux champs d’investigation des sciences biomédicales (la thérapie génique, le décryptage et compréhension du génome humain, la génomique, la protéomique, l’étude des voies biochimiques impliquées dans les processus pathologiques, la culture de cellule souche, l’ingénierie génétique, la pharmacogénomique, etc.)

## Historique universitaire
À la suite de l’explosion des connaissances dans le domaine biomédical, au cours de la deuxième partie du XXe siècle, il a été nécessaire d’unifier ces sciences au sein d’une formation universitaire séparée et complémentaire aux autres sections médicales.
Ainsi, à partir de la fin des années 1970, les scientifiques biomédicaux sont apparus dans les universités.

## Domaines
Praticien de la recherche biomédicale et gestionnaire non seulement de la recherche biomédicale mais aussi des travaux de routine d'un laboratoire d'analyses ou de productions.
Les bacheliers universitaires, licenciés ou maîtres en sciences biomédicales s'occupent de domaines tels que :
- la recherche biomédicale et biotechnologique dans l'industrie (pharmaceutique, cosmétique, etc.) ;
- la recherche biomédicale et biotechnologique à l'université (3e cycle) ;
- les autres emplois dans l'industrie pharmaceutique : délégation médicale, suivi d'études cliniques ;
- l'enseignement de la biologie centrée sur l'humain ;
- le travail dans le domaine de la bio-ingénierie des matériaux et le génie biomédical ;
- les laboratoires de biologie clinique (ne pas confondre son rôle avec celui d’un pharmacien-biologiste ou d’un médecin-biologiste) ;
- l'industrie alimentaire ;
- la mise en œuvre de projets biomédicaux dans les pays en voie de développement ;
- le secteur de l'assurance qualités dans différents domaines ;
- le travail dans des firmes d'équipements médicaux ;
- la recherche bibliographique dans des services cliniques, mise au point de protocoles d'études.

## Professions
- Ingénieurs bio-médicaux
- Biologistes médicaux québécois
  - Au Québec, une programme de Technologie d'analyses biomédicales est un programme de formation technique offert dans quelques cégeps. Le programme de biologie médicale est un programme offert exclusivement à l'université du Québec à Trois-Rivières et conduit au grade de bachelier ès sciences. L'université de Montréal et l'Université Laval offrent un programme similaire : sciences biomédicales.
- Licenciés/Master en sciences biomédicales en Belgique et au Luxembourg
- Docteurs en sciences biomédicales en France

## Symbolisme

### Général
On entend par symbolisme médical, par exemple le caducée des pharmaciens. Les sciences biomédicales ayant une cinquantaine d'années d'histoire moderne, et de par leurs diversités, elles ne peuvent prétendre à un seul symbole.
Toutefois, les thématiques de la biologie moléculaire et de la régénération des organes sont courantes.

### Trois symboles
Lorsque l’on traite des sciences biomédicales dans des revues scientifiques généralistes, ou plus généralement de vulgarisation scientifique, plusieurs symboles peuvent être trouvés pour désigner didactiquement aux lecteurs que l'on va aborder un des thèmes de ces sciences.
Les grandes questions éthiques ayant parcouru les sciences biomédicales ont eu et ont toujours trait aux applications médicales de la génétique et de ses dérives possibles (eugénisme), des cellules souches et de la régénérations des organes. Ainsi, le symbolisme s’est surtout développé autour de ces thématiques.
On retrouve pratiquement, toujours, un des trois symboles suivant :
- le serpent médical dont la queue se termine en double hélice d’ADN (soulignant l’importance de la biologie moléculaire dans ces sciences) ;
- la représentation du mythe de Prométhée (pour la régénération des organes et l’apport des connaissances, et donc plus précisément des connaissances dans le domaine biomédical) ;
- la Salamandre (pour sa capacité à régénérer ses organes).